# Bythiospeum noricum
Bythiospeum noricum é uma espécie de gastrópode da família Hydrobiidae.
É endémica de Austria.